# RFM TV
RFM TV est une chaîne de télévision musicale française initialement créée en 1999 par AB Groupe sous licence du groupe Lagardère, diffusant des clips des années 1980-90 et des nouveautés ainsi que des spectacles musicaux. Elle se présente comme une déclinaison télévisuelle de la radio musicale privée RFM. Elle est depuis 2014, la 3e chaîne du groupe MCM, appartenant depuis 2019, au groupe allemand RTL group.

## Historique

### 1999-2005: RFM TV (Version 1)
En juillet 1999, la radio RFM se décline à la télévision sous l'impulsion d'AB Groupe par l'intermédiaire d'un accord de licence avec Europe 1 Communication (Lagardère). Cette nouvelle chaîne diffuse de 7 h à 2 heures sur le câble, le satellite via les bouquets AB Sat et Canal Satellite ainsi que sur les réseaux DSL, revendiquant toucher trois millions de foyers,. La chaîne remplace Nostalgie la télé dont AB Groupe bénéficiait depuis le 10 avril 1997 d'un accord de licence avec RMC (alors propriétaire de la station de radio Nostalgie).
RFM TV ne renouvelle pas sa licence et cesse sa diffusion le 31 mars 2005 notamment face à la concurrence de chaînes musicales comme MTV Classic ou VH1 mais aussi dû au fait qu'AB Groupe devait faire de la place sur ses transpondeurs pour y diffuser les nouvelles chaînes de la TNT TMC et NT1 sur son bouquet AB Sat. Néanmoins, Arnaud Lagardère gérant de Lagardère SCA, déclare être toujours intéressé par la télévision « mais pas à n'importe quel prix ».

### Depuis 2014: RFM TV (Version 2)
Le 2 octobre 2014 à 18 heures, RFM TV revient sur le câble, le satellite et les box Internet, succédant à MCM Pop, autre chaîne de Lagardère Active ciblant le même auditoire. Plus de quatre millions de foyers ont potentiellement accès à cette nouvelle offre. Cinq mois après son lancement, RFM TV est déclarée 2e chaîne musicale de France la plus regardée.
La chaîne change d'habillage le 3 décembre 2020.
Un nouvel habillage est mis en place le 24 février 2024, reprenant les codes de sa chaîne sœur[source secondaire souhaitée], M6 Music, notamment pour les crédits clips, l'horloge et le cartouche du nom de l'émission.

### Identité graphique

Logo de RFM TV du 5 juillet 1999 à 2001
Logo de RFM TV de 2001 au 31 mars 2005
Logo de RFM TV du 2 octobre 2014 au 2 décembre 2020
Logo de RFM TV depuis le 3 décembre 2020

## Direction
- 1999-2005 : David-Pierre Bloch[2]
- depuis 2014 : Richard Lenormand, directeur du pôle radio et télévision du groupe Lagardère Active[1]
- depuis 2014 : Gérald-Brice Viret, directeur du pôle télé de Lagardère Active[7]
- 2014 - juin 2015 : Jean Philippe Denac
- depuis juin 2015 : Thomas Pawlowski , directeur des programmes (par ailleurs directeur de RFM)[7]

## Programmes
RFM TV propose une programmation 100% clip (sans animateur)  basée sur des clips musicaux des années 1980-90 mais également des nouveautés ainsi que des concerts et des soirées autour de différents artistes,. 
- Le premier réveil (une émission 100% clips)
- Le meilleur des réveils  (une émission 100% clips)
- Le réveil du week-end (une émission 100% clips)
- Le Hit RFM : le classement des incontournables du moment (une émission 100% clips)
- RFM Night Fever : programme principalement des clips dance des années 1970 aux 2000s le vendredi de 22h à 0h et le samedi de 22h à 01h.
- RFM Gold 90 : Chaque dimanche de 21h à 0h, Clips des années 90.

## Les Spéciales Artistes/Groupes
Nouveau programme: une fois par mois le samedi soir dès 0h avec l'intégralité des clips de l'artiste ou du groupe puis une rediffusion le dimanche à 18h d'un best of des clips de l'artiste ou du groupe depuis le rachat de la chaîne par le groupe M6.
- Spéciale Madonna
- Spéciale Mika

Le vendredi 7 septembre 2019 dès 12h pour le best of.
- Spéciale Queen/Freddie Mercury

Le samedi 12 octobre 2019 dès 0h pour l'intégralité des clips.
Le dimanche 13 octobre 2019 dès 18h pour le best of.
- Spéciale Whitney Houston

Le samedi 9 novembre 2019 dès 0h pour l'intégralité des clips.
Le dimanche 10 novembre 2019 dès 18h pour le best of.
- Spéciale Jean-Jacques Goldman

Le vendredi 13 décembre 2019 dès 20h pour le best of.
Le samedi 14 décembre 2019 dès 0h pour l'intégralité des clips.
Le dimanche 15 décembre 2019 dès 18h pour le best of.

## Anciennes émissions
Les programmes diffusés sont les clips issus de la programmation de la radio et des émissions présentées par les animateurs de celle-ci :
- Arrêt sur tubes présenté par Michel La Rosa,
- La Rencontre présenté par Michel La Rosa,
- Les Déjeuners de stars[3] présenté par Yann Arribard,
- Les Portraits présenté par Sarah Lelouch,
- Les Soirées spéciales présenté par Laurent Petitguillaume,
- Le Trésor des auditeurs présenté par Alexis Poutrel,
- Le Latino mag présenté par Laurent Petitguillaume,
- Paroles et musique magazine présenté par Yves Azéroual.
- Le Top 50[3]
- Top of the Pops[3]
- BEST OF : Le vendredi de 20h à 21h & Le dimanche de 18h à 19h une fois par mois.
- Dance 90 : Clips Dance des années 1990 chaque vendredi et samedi de 21h à 22h.

## Diffusion
Diffusion par satellite sur les opérateurs français :
- La TV d'Orange : Chaîne n° 159
- Bouygues Telecom : Chaîne n° 153
- SFR TV : Chaîne n° 255
- Freebox TV : Chaîne n° 261
- CANAL+ : Chaîne n° 186

Le Groupe M6 et le Groupe Canal+ ont réussi à trouver un accord concernant la diffusion de Canal J, TiJi, RFM TV et MCM vont finalement poursuivre leurs diffusions au sein de Les Offres Canal+.
Orange met les chaînes RFM TV, MCM, RTL9, E! et M6 Music dans son bouquet de base le 10 avril 2025.